# شهرستان کرافورد (ویسکانسین)
شهرستان کرفورد، ویسکانسین (به انگلیسی: Crawford County, Wisconsin) یک سکونتگاه مسکونی در ایالات متحده آمریکا است که در ویسکانسین واقع شده‌است.

## خصوصیات
شهرستان کرفورد ۱٬۵۵۱٫۴۱ کیلومترمربع مساحت دارد.